# Adhidaiva
Adhidaiva, la divinité suprême en sanskrit, dans la culture indienne. L'agent divin opérant dans les objets matériels. Dans les Upaniṣad, c'est le troisième principe qui transcende le sujet et l'objet, correspondant à celui qui voit et ce qui est vu, au principe spirituel et à la nature originelle.